# Polystichum erythrosorum
Polystichum erythrosorum är en träjonväxtart som beskrevs av Alan Reid Smith. Polystichum erythrosorum ingår i släktet Polystichum och familjen Dryopteridaceae. Inga underarter finns listade.